# 4998 Кабашима
4998 Кабашима (енгл. 4998 Kabashima) је астероид главног астероидног појаса чија средња удаљеност од Сунца износи 3,007 астрономских јединица (АЈ).
Апсолутна магнитуда астероида је 11,6.